# Filmåret 1905

## Årets filmer

### A - G
- Au pays noir
- Dix femmes pour un mari

### H - N
- Konung Haakons mottagning i Kristiania
- The Night Before Christmas[1]

### O - Ö
- Rêve à la lune

## Händelser

### Okänt datum
- Sundsvall får sin första biograf, Olympia.

## Födda
- 19 februari – Karen Rasmussen, svensk-norsk skådespelare.
- 28 februari – Carin Swensson, svensk skådespelare och sångerska.
- 12 mars – Wanda Rothgardt, svensk skådespelare.
- 14 mars – Karl-Axel Forssberg, svensk skådespelare.
- 18 mars – Robert Donat, brittisk skådespelare.
- 23 mars
  - Eulalia Bunnenberg, tysk skådespelare och sångerska.
  - Paul Grimault, fransk regissör av animerad film
- 18 april – Lily Larson Lund, norsk skådespelare.
- 30 april – Sven Magnusson, svensk skådespelare.
- 15 maj – Joseph Cotten, amerikansk skådespelare.
- 16 maj
  - Herbert Ernest Bates, brittisk journalist, författare och manusförfattare.
  - Henry Fonda, amerikansk skådespelare.
- 30 juni – Maritta Marke, svensk skådespelare och sångerska.
- 5 juli – Isa Miranda, italiensk skådespelare.
- 18 juli – Werner Ohlson, svensk skådespelare.
- 20 juli
  - Margareta Högfors, svensk operettsångerska och skådespelare.
  - Åke Ohberg, svensk skådespelare, regissör, producent och sångare.
- 23 juli
  - Ragnar Falck, svensk skådespelare, regiassistent och produktionsledare.
  - Elsa Winge, svensk skådespelare.
- 29 juli – Clara Bow, amerikansk skådespelare.
- 2 augusti
  - Karin Granberg, svensk skådespelare.
  - Myrna Loy, amerikansk skådespelare.
- 20 augusti – Mikio Naruse, japansk filmskapare
- 14 september – Gösta Jonsson, svensk musiker, kapellmästare, sångare och skådespelare.
- 18 september – Greta Garbo (eg. Greta Gustafsson), svensk filmskådespelarlegend.
- 30 september – Marietta Canty, amerikansk skådespelare.
- 1 oktober – Millan Lyxell, svensk skådespelare.
- 12 oktober – Ragna Breda, norsk skådespelare.
- 3 november – Sigge Fürst, svensk skådespelare, sångare och underhållare.
- 9 november – Roger Edens, amerikansk kompositör, filmproducent, manusförfattare och skådespelare.
- 11 november – William Bendtz, svensk produktionsledare och filmproducent.
- 5 december – Otto Preminger, österrikisk-amerikansk filmregissör.
- 10 december – Arne Bornebusch, svensk regissör och manusförfattare.
- 24 december – Howard Hughes, amerikansk filmproducent, flygare, flygplanstillverkare och industriledare.
- 26 december – Inga Hodell, svensk skådespelare.
- 28 december
  - Cliff Arquette, skådespelare och komiker ("Charley Weaver").
  - Sven-Olof Sandberg, svensk sångare och sångtextförfattare som medverkat i TV- och filmroller.

### Fotnoter
1. ↑  IMDB, läst 29 februari 2012